# Мачтовый кран

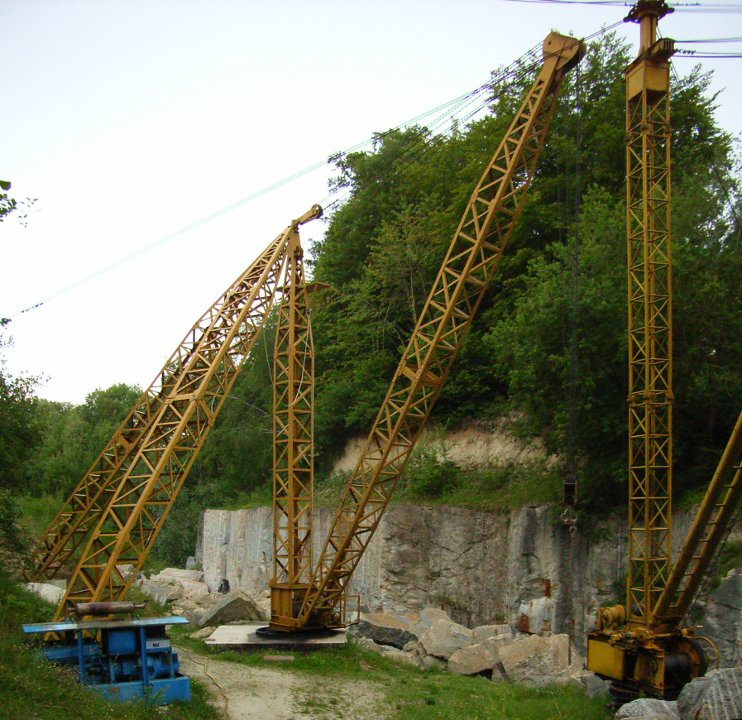
Деррик-краны. Швейцария, 2007 год

Кран мачтовый (англ. derrick crane (mast crane), фр. Mat de charge (grue-derrick)) — кран стрелового типа поворотный, со стрелой, закреплённой шарнирно на мачте, имеющей нижнюю и верхнюю опоры.

## Описание
Конструктивно мачтовые краны подразделяются:
- Кран мачтовый вантовый (англ. guy-derrick crane, фр. grue-derrick a haubans) — мачтовый кран, верх мачты которого фиксируется при помощи канатных оттяжек — вантов[1].
- Кран мачтовый жестконогий (англ. rigid-braced derrick crane, фр. grue-derrick a rigide) — мачтовый кран, верх мачты которого фиксируется при помощи жестких тяг[1].

## Конструкция
Основные элементы мачтового крана: 
- мачта.
- стрелы.
- стойки-укосины.
- поворотная платформа.
- рабочие механизмы: подъёма груза и стрелы, поворота крана.
- грузозахватные органы: крюк, скоба, захват, ковш.

### Конструктивные особенности
- Мачты кранов, закреплённые на шарнирах, могут быть поворотными, которые вращаются вдоль трёх осей, неподвижными, которые вращаются вдоль двух горизонтальных осей или А-образными, вращающимися вдоль только одной горизонтальной оси. При этом поворотная мачта может отклоняться по вертикали не более, чем на 5%[2].
- Для крепления канатов крана используют заклёпки, клиновые замки и двухрядные роликовые коуши (не менее 5 зажимов). Поворотные и натяжные канаты обязательно закрепляются в грунт якорями. При этом угол натяжения не должен превышать 45°[2].
- При поворотах крана до 150° необходимо, чтобы передние натяжные канаты обеспечивали в два раза большую грузоподъёмность, чем задние[2].

## Жестконогие мачтовые краны

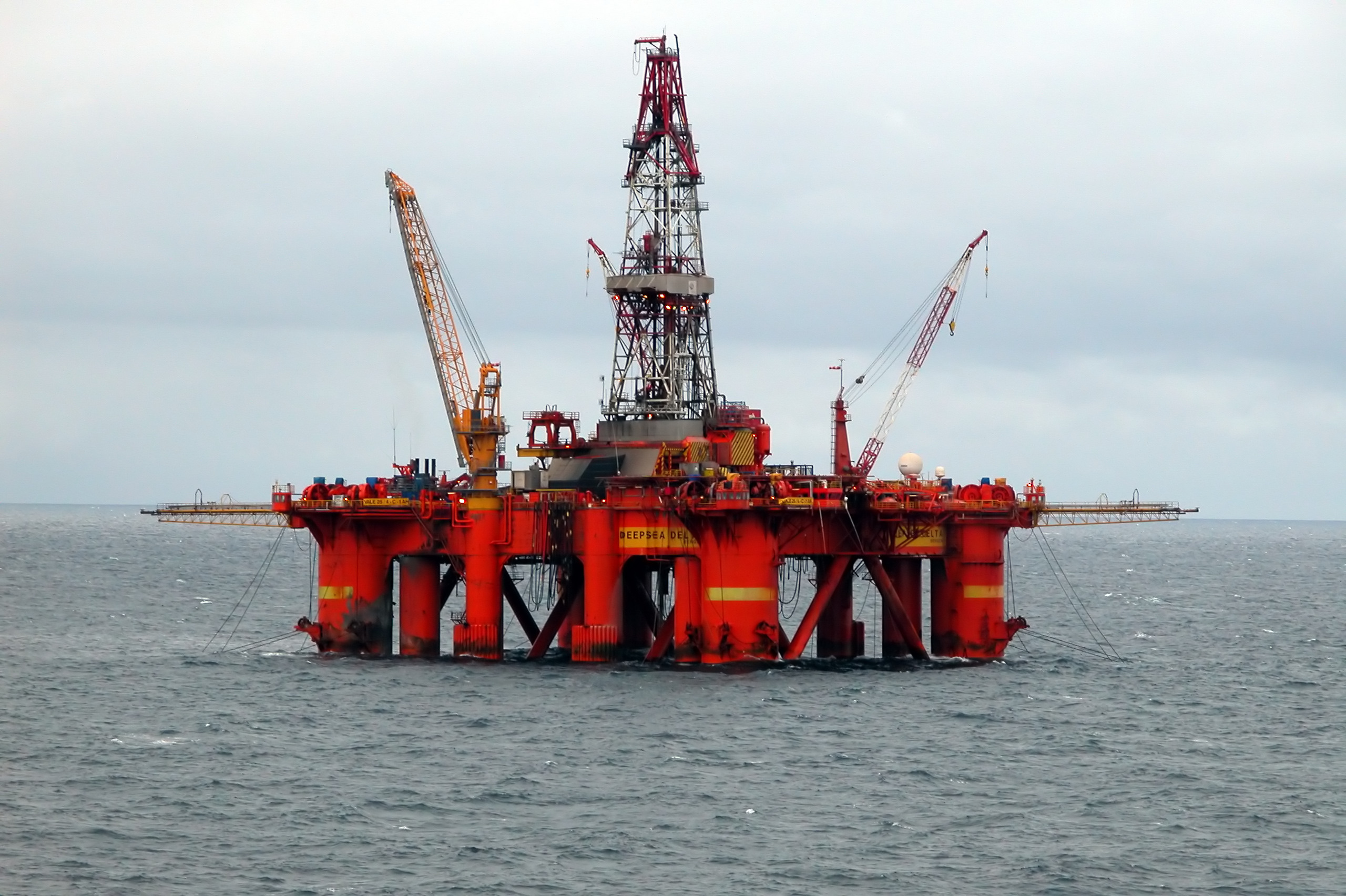
Деррик-краны на нефтяной платформе. Северное море, 2006 год

Данный тип деррик-кранов является одним из самых используемых видов в мостостроении. Краны устанавливают стационарно (на фундаментах, башенных надстройках, плавучих опорах) или используют в качестве передвижных, в основном, при перемещении по монтируемым конструкциям.
Область их применения определяется особенностями грузовых характеристик, одна из которых заключается в том, что грузоподъёмность крана сохраняет постоянное значение в широком диапазоне вылета стрелы. Это обстоятельство, обусловленное заанкериванием крана за собираемую конструкцию или специальные фундаменты, определяет целесообразность их применения для монтажа тяжёлых грузов на больших вылетах.
Из других особенностей деррик-кранов - относительно низкий собственный вес и соответствующая характеристика, равная отношению грузового момента крана к его весу. Благодаря этому усилия в монтируемых конструкциях от веса крана оказываются сравнительно невысокими.
Недостатки: высокая стоимость и трудоёмкость монтажа и демонтажа.
Поэтому данный тип кранов целесообразно применять при больших объёмах работ, когда расходы на монтаж и демонтаж не вызывают заметного увеличения стоимости поднимаемых грузов.
В мостостроении применяют две принципиальные схемы компоновки жестконогих деррик-кранов:

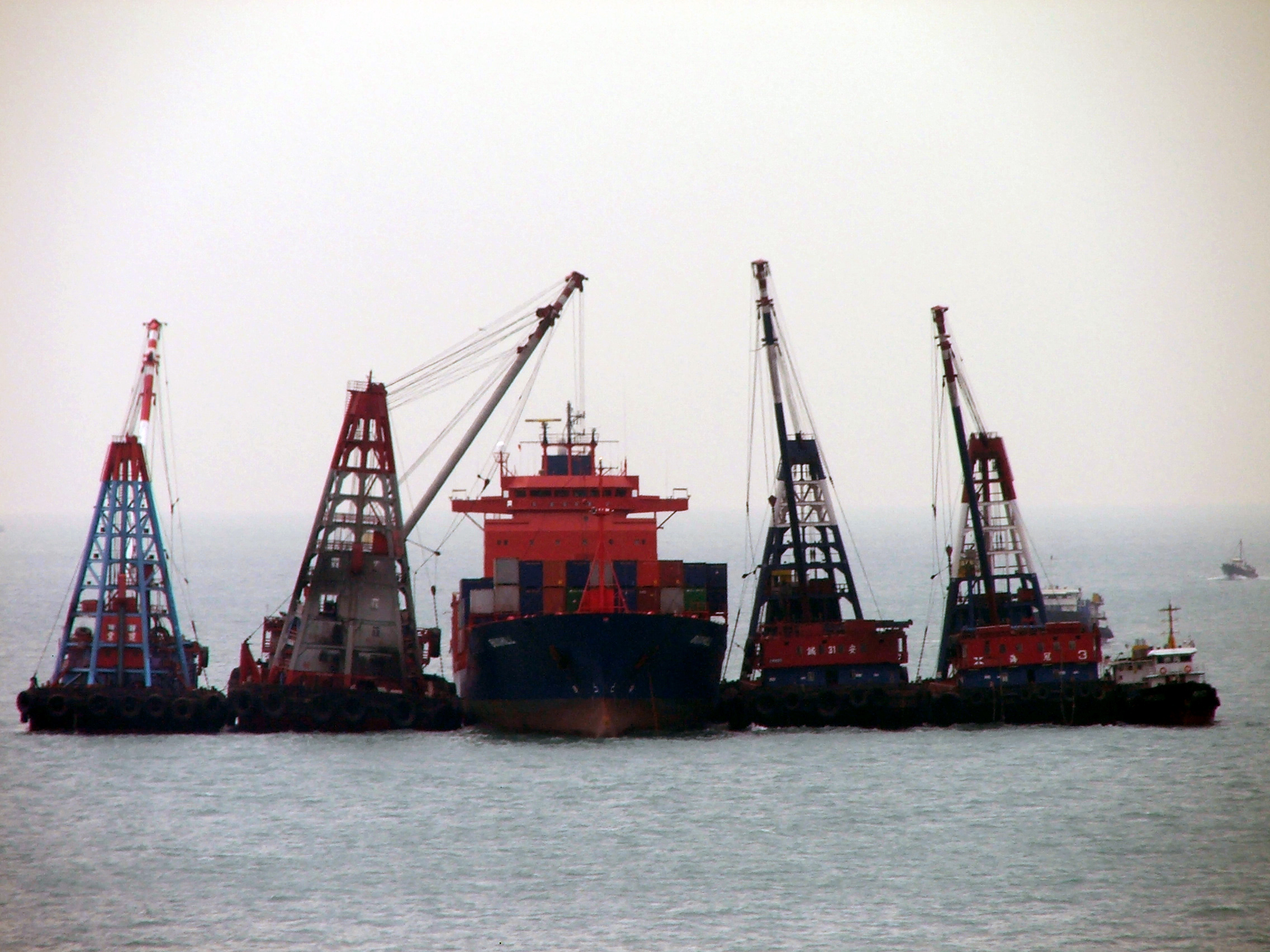
Деррик-краны на кораблях. Гонконг, 2009 год

- По первой схеме кран имеет 3 опорных точки: в основании мачты и нижних узлах подкосов. Угол между подкосами в плане составляет 90°, а связанный с ним угол поворота мачты и стрелы близок к 240° - 260°. Этот параметр определяет зону, обслуживаемую краном[3].

- В состав металлоконструкций крана, кроме упомянутых элементов, входят также распорки, которые создают связь между опорными точками. По области своего применения эта схема представляет универсальное оборудование.

- Кран с компоновкой по второй схеме имеет 4 опорных точки. Для распределения нагрузок от мачты и подкосов между точками опоры устраивают горизонтальную раму прямоугольной формы. Для данной схемы число подкосов увеличивают до трёх: два из них находятся в плоскости мачты, угол поворота которой при этом не более 160° - 170°[3].

- Краны второй компоновки предназначены для обслуживания работ по монтажу стальных железнодорожных пролётных строений с ездой понизу. Они представляют собой специализированное оборудование с небольшой зоной обслуживания и их применение в качестве универсальных нецелесообразно.

## Двухстреловые мачтовые краны
В отдельных случаях для монтажа стальных железнодорожных пролётных строений с ездой понизу применяют специализированные двухстреловые деррик-краны, предназначенные для скоростного монтажа конструкций.